# Ja. Tu es. Jetzt.
Ja. Tu es. Jetzt. ist ein Zwei-Personen-Stück von Zaimoglu/Senkel aus dem Jahr 2003. Uraufgeführt wurde es am 10. September 2003 vom Jungen Theater Bremen unter der Regie von Nomena Struß. Es war das Eröffnungsstück zum Umzug der Theatergruppe in die neue Schwankhalle.
Die Textfassung des Stücks erschien 2004 zusammen mit zwei weiteren Bühnenwerken des Autorenteams (Casino Leger und Halb so wild) unter dem Titel Drei Versuche über die Liebe bei der M & V Verlags- und Vertriebsgemeinschaft. Über den Rowohlt-Theater-Verlag ist der Text auch einzeln erhältlich.

## Inhalt
Ja. Tu es. Jetzt. thematisiert früh kranke Casting-Situationen, wie sie im Fernsehprogramm seitdem inzwischen aber gang und gäbe geworden sind. Hier spielt sich die Situation zwischen einer vorsprechenden Schauspielerin und der Regisseurin ab. Die sadistische Regisseurin demütigt dabei ihr williges Opfer mit in ihrer Intensität ansteigenden Psychospielen immer weiter bis auf das Blut.

## Einordnung
Das uraufführende Ensemble des Jungen Theaters hatte bereits 1996 unter der Regie von Rainer Iwersen eine Theaterfassung der frühen Zaimoglu-Texte Kanak Sprak und Koppstoff gezeigt. Seither brachte die Gruppe in verschiedenen Veranstaltungen häufiger Zaimoglu (auch in Zusammenarbeit mit dem Autor selbst). Mit Ja. Tu es. Jetzt. konnte das Junge Theater Bremen erstmals einen Original-Theatertext des Dichters uraufführen. Die taz bremen rezensierte die Uraufführung am 17. September 2003 unter der Überschrift „Brechen Sie, wenn man Sie biegt?“. Marion Dick von Die Zeit berichtete, das Stück „trifft schon mal den Kern heutiger Fernseh-Casting-Shows“. Über die Aufnahme beim Publikum, „dass Echtheit und Künstlichkeit verschwimmen: "Sie sind noch in der Szene!", mahnt die Domina, als das Mädchen aussteigen will. Einzig das Publikum scheint tatsächlich verwirrt und traut sich nicht recht zu klatschen. Ist es auch noch in der Szene?“. Auch das Nachrichtenmagazin Der Spiegel hatte auf die Uraufführungsinszenierung hingewiesen.
2008 folgte eine Aufführung des Kammerspiels an der Berliner Brotfabrik inszeniert von Udo Höppner und gespielt von Maja (Lynn) Makowski und Rebekka Köbernick. Friederike Klasen vom Berliner Stadtmagazin 030 nannte im Zusammenhang mit der Neuaufführung Ja. Tu es. Jetzt. ein „Theaterstück für Hartgesottene“: „Wenn sich schließlich die Grenzen zwischen Realität und Drehbuch auflösen, stellt sich dem Zuschauer die Frage, ob es krankhafter Ehrgeiz oder doch Masochismus ist, der das Mädchen diese Tortur aushalten lässt.“